# 泰勒 (罗讷省)
泰勒（法語：Thel，法語發音：[tɛl]）是法国罗讷省的一个旧市镇，属于索恩河畔自由城区。2016年，泰勒与邻近的2个市镇合并为新市镇库尔。

## 地理
泰勒（46°6'56"N, 4°22'37"E）面积10.27 平方千米，位于法国奥弗涅-罗讷-阿尔卑斯大区罗讷省，该省份为法国中东部省份，北起顺时针与索恩-卢瓦尔省、安省、里昂大都会、伊泽尔省和卢瓦尔省接壤。
与泰勒接壤的市镇（或旧市镇、城区）包括：库尔-拉维尔、朗沙勒。
泰勒的时区为UTC+01:00、UTC+02:00（夏令时）。

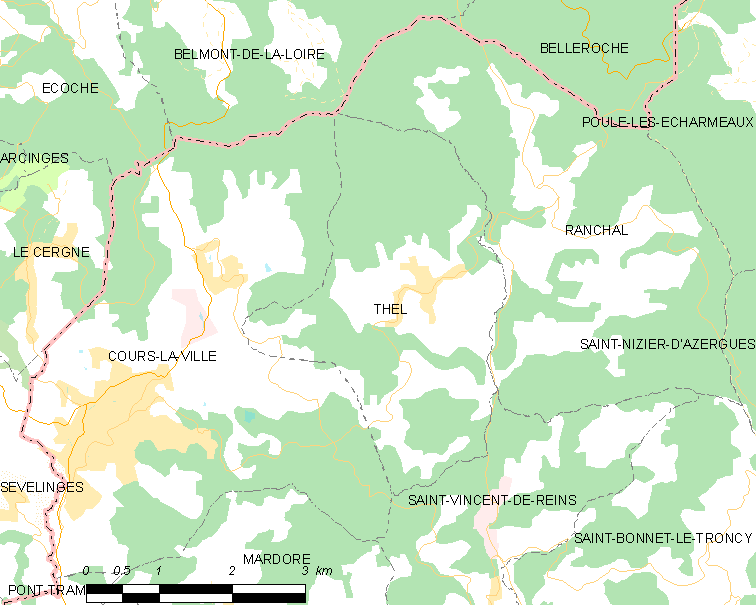
泰勒的OSM定位图

## 行政
泰勒的邮政编码为69470，INSEE市镇编码为69247。

## 政治
泰勒所属的省级选区为蒂济莱布尔县。

## 人口

1962-2008年间泰勒人口变化图示

泰勒于2018年1月1日时的人口数量为338人。